# Federação Internacional dos Desportos para Cegos
A Federação Internacional dos Desportos para Cegos (IBSA) é uma organização sem fins lucrativos fundada no ano de 1981 em Paris. A sua missão é promover a integração dos cegos e pessoas com visão parciais na sociedade, através do desporto, e encorajar as pessoas com deficiências visuais a praticar desportos. É uma federação internacional independente encarregue de quinze desportos para os cegos e parcialmente visuais, entre os quais: Atletismo, Esqui alpino, Golbol, Futsal (Futebol), Judo, Biatlo, Natação, Levantamento do peso, Tiro, Tiro com arco, Showdown, Boliche (com dez e com nove pinos) Esqui nórdico e Ciclismo.
A IBSA é um membro do Comité Paralímpico Internacional (IPC).

## Games

### IBSA World Games (WG)
| Edition | Year | Host                   | Date             |
| ------- | ---- | ---------------------- | ---------------- |
| 1       | 1998 | Spain, Madrid          | July 18–26       |
| 2       | 2003 | Canada, Quebec         | August 5–10      |
| 3       | 2007 | Brazil, São Paulo City | July 28-August 8 |
| 4       | 2011 | Turkey, Antalya        | April 1–10       |
| 5       | 2015 | South Korea, Seoul     | May 8–18         |
| 6       | 2019 |                        | [ 5 ]            |

### IBSA World Youth Games (WYC)
- Main Article :IBSA World Youth Games
- Former name : IBSA World Youth and Student Games

| Edition | Year | Host                  | Dates           | Sports |
| ------- | ---- | --------------------- | --------------- | ------ |
| 1       | 2005 | USA, Colorado Springs | August 4-10     | 5      |
| 2       | 2007 | USA, Colorado Springs | July 11–17      | 5      |
| 3       | 2009 | USA, Colorado Springs | July 15–20      | 3      |
| 4       | 2011 | USA, Colorado Springs | July 13–18      | 3      |
| 5       | 2013 | USA, Colorado Springs | September 13–15 | 2      |
| 6       | 2015 | USA, Colorado Springs | July 26–30      | 1      |
| 7       | 2017 | HUN, Budaors          | July 1–9        | 1      |

- 2013 also IBSA Para Pan-American Games.
- 2009 and 2011 in judo and goalball and Athletics and 2013 in judo and goalball, 2015 and 2017 only in goalball.
- https://web.archive.org/web/20120702142551/http://www.ibsa.es/eng/competiciones/historicoFechas.asp
- http://www.ibsa.es/eng/competiciones/historico.asp?id=6&anio=2005  - 2005 and 2007 Sports : Athletics, Goalball, Judo, Powerlifting, Swimming
- https://konanjudo.org/2010/11/26/2011-ibsa-world-youth-and-student-championships/
- http://www.ibsasport.org/news/307/2013-ibsa-para-pan-american-games-and-world-youth-and-student-games-results
- http://www.ibsasport.org/calendar/615/2015-ibsa-world-youth-games-goalball-championships
- http://www.ibsasport.org/news/1235/final-results-2017-ibsa-goalball-world-youth-championships
- https://web.archive.org/web/20170902074459/http://usaba.org/index.php/sports/past-events/
- https://usaba.org/files/uploads/2011_WYC_Medal_Count.pdf  - 2011 Medal Table

## World Blind Championships
- Main Article : World Blind Championships

The World Blind Championships is an international sports competition for Blind athletes. The International Blind Sports Federation (IBSA) is the main governing body responsible for the organization of World Blind Championships. Some of sports have not separate World Blind Championships and part of World Para Championships. Also some of sports have a independent organization different from IBSA.

### IBSA World Championships
| Number                | Event                                     | First Edition | Last Edition |
| Main Sports           | Main Sports                               | Main Sports   | Main Sports  |
| --------------------- | ----------------------------------------- | ------------- | ------------ |
| -                     | World Blind Athletics Championship        | *             | *            |
| -                     | World Blind Swimming Championship         | *             | *            |
| -                     | World Blind Cycling Championship          | *             | *            |
| 1                     | World Blind Shooting Championship         | 2002          | 3th (2016)   |
| Combat & Power Sports |                                           |               |              |
| -                     | World Blind Taekwondo Championship        | *             | *            |
| 2                     | World Blind Judo Championship             | 1987          | 9th (2018)   |
| 3                     | World Blind Powerlifting Championship*    | 2003          | 14th (2018)  |
| Team Sports           |                                           |               |              |
| 4                     | World Blind Football Championships        | 1998          | 6th (2014)   |
| 5                     | World Goalball Championships              | 1978          | 11th (2018)  |
| 6                     | World Torball Championships               | 2004(3)       | 5th (2015)   |
| Winter Sports         |                                           |               |              |
| -                     | World Blind Alpine Skiing Championship    | *             | *            |
| -                     | World Blind Nordic Skiing Championship    | *             | *            |
| -                     | World Blind Snowboard Championship        | not yet       | not yet      |
| Other Sports          |                                           |               |              |
| 7                     | World Blind Ninepin Bowling Championships | 2007          | 3rd (2015)   |
| 8                     | World Blind Tenpin Bowling Championship   | 2002          | 5th (2017)   |
| 9                     | World Blind Chess Championship            | 2016          | 2nd (2018)   |
| 10                    | World Showdown Championships              | 2005          | 4th (2017)   |

- 1- Part of IBSA World Games (have not separate World Championships).
- 2- Part of UCI Para-cycling Track World Championships and IBSA World Games (have not separate World Championships).
- 3- Part of World Para Taekwondo Championship (have not separate World Championships).
- 4- Powelifting & Bench Press.
- 5- Part of World Para Alpine Skiing Championship & World Para Nordic Skiing Championships (have not separate World Championships). Nordic Skiing = Biathlon & Cross Country Skiing[6][7]
- Results :
- http://www.ibsasport.org/sports/athletics/results/
- http://www.ibsasport.org/sports/swimming/results/
- http://www.ibsasport.org/sports/shooting/results/
- http://www.ibsasport.org/sports/judo/results/
- http://www.ibsasport.org/sports/powerlifting/results/
- http://www.ibsasport.org/sports/football/results/
- http://www.ibsasport.org/sports/goalball/results/
- http://www.ibsasport.org/sports/torball/results/
- http://www.ibsasport.org/sports/showdown/results/
- http://www.ibsasport.org/sports/ninepin-bowling/results/
- http://www.ibsasport.org/sports/tenpin-bowling/results/
- http://www.ibsasport.org/sports/chess/results/
- http://www.ibsasport.org/news/1004/ibsa-chess-world-championships-confirmed
- http://www.ibsasport.org/calendar/667/ibsa-tenpin-bowing-singles-worldchampionships
- http://www.ibsasport.org/sports/other-sports/
- http://www.worldtaekwondo.org/para/

### Part ofWorld Para Championships(non-IBSA World Championships)
| Number                | Event                                  | First Edition | Last Edition |
| Main Sports           | Main Sports                            | Main Sports   | Main Sports  |
| --------------------- | -------------------------------------- | ------------- | ------------ |
| 1                     | World Blind Archery Championship       | -             | -            |
| 2                     | World Blind Cycling Championship       | -             | -            |
| Combat & Power Sports |                                        |               |              |
| 3                     | World Blind Taekwondo Championship     | -             | -            |
| Team Sports           |                                        |               |              |
| Winter Sports         |                                        |               |              |
| 4                     | World Blind Alpine Skiing Championship | -             | -            |
| 5                     | World Blind Nordic Skiing Championship | -             | -            |
| 6                     | World Blind Snowboard Championship     | not yet       | not yet      |
| Other Sports          |                                        |               |              |
| 7                     | World Blind Equestrian Championship    | -             | -            |
| 8                     | World Blind Rowing Championship        | -             | -            |

- http://www.worldrowing.com/para-rowing/

### World Blind Championships(Other Organization/non-IBSA World Championships)
| Number | Sport   | Organisation                           | Web                                                                               |
| ------ | ------- | -------------------------------------- | --------------------------------------------------------------------------------- |
| 1      | Tennis  | International Blind Tennis Association | http://ibta-takei.com/                                                            |
| 2      | Bowls   | International Blind Bowls Association  | http://www.blindbowls.org/                                                        |
| 3      | Golf    | International Blind Golf Association   | https://web.archive.org/web/20161224042219/http://www.internationalblindgolf.org/ |
| 4      | Sailing | Blind Sailing International            | http://www.blindsailinginternational.com/                                         |

- http://www.ibsasport.org/sports/other-sports/